# Nasseneba Touré Diané
Pour les articles homonymes, voir Diané et Touré.
Nasseneba Touré Diané , née le 24 septembre 1972 à Korhogo (nord de la Côte d'Ivoire), est une femme politique ivoirienne.
Depuis Le 6 avril 2021 ministre de la Femme, la Famille et de l’Enfant, maire de la commune d'Odienné et membre du Rassemblement des républicains (RDR).

## Biographie

### Origines
Nasseneba Touré Diané est originaire d'Odienné. Elle est née dans le nord de la côte d'ivoire précisément à Korhogo le 24 septembre 1972. Mariée à Mamadi Diané, ex conseiller spécial du président ivoirien Alassane Ouattara, elle est mère de trois enfants.

### Études
Nasseneba Touré Diané commence son parcours scolaire à Korhogo, sa ville natale, avant de partir à ses 19 ans aux États-Unis pour poursuivre ses études. Elle obtient son diplôme d’Ingénieure en NTIC et de Bachelor de Business international. 

## Carrière  professionnelle
Elle commence sa carrière professionnelle aux États-Unis en travaillant à Comsat, une des plus grandes maisons de communication de la Côte Ouest américaine, spécialisée dans la téléphonie mobile et l’internet. Elle poursuit son parcours professionnel au département transport et infrastructure de la Banque mondiale de 2003 à 2006, et occupe successivement au sein de ladite institution, les fonctions d’analyste informaticienne, cheffe du service archivage électronique, puis adjointe au chef du département achats et approvisionnement. En 2006, Nasseneba Touré Diané décide de retourner en Côte d’Ivoire et travaille pour le groupe Comium comme coordonnatrice des bureaux de Côte d’Ivoire-Freetown en Afrique du Sud et Beyrouth au Liban. Nasseneba Touré Diané devient en 2007, conseillère technique au ministère des Nouvelles technologies de l’information et de la Communication (NTIC), avant d’occuper le même poste auprès du Premier ministre d'alors Guillaume Kigbafori Soro en 2008. Elle est sollicitée pour occuper le poste de Conseillere spéciale de Guillaume Kigbafori Soro lorsqu'il intègre l'Assemblée nationale ivoirienne. Elle est nommée directrice générale de Côte d’Ivoire Tourisme le 5 février 2020.

## Carrière politique
Nasseneba Touré Diané commence sa carrière politique au sein du Rassemblement des Républicains (RDR), dès la création du parti en 1994. Vivant aux États-Unis, elle y rencontre en 1995 Alassane Ouattara lors d’une visite de Djéni Kobina pour l’installation des sections du RDR. Elle devient dès lors, l’une des animatrices du RDR auprès de la diaspora, en occupant le poste de secrétaire chargée des femmes et de la mobilisation à Washington DC, pour la Virginie et le Maryland. De retour en Côte d’Ivoire, exerçant la fonction de conseillère spéciale du président de l’Assemblée nationale, Nasseneba Touré remporte les élections municipales dans la commune d’Odienné en 2013 ; et elle devient depuis ce jour la première femme maire de cette ville, poste qu’elle occupe encore aujourd’hui. Elle est par ailleurs la directrice communale et présidente de l’association féminine du Rassemblement des houphouëtistes pour la démocratie et la paix (RHDP) à Odienné. Le 6 avril 2021, elle est nommée ministre de la Femme, de la Famille et de l'Enfant.

## Distinctions honorifiques
- Officier de l'orde national de la République de Côte d'Ivoire (mai 2014).
- Prix d’Excellence du meilleur maire de l’année en Côte d’Ivoire au service du développement local (août 2014)[2].
- Commandeur dans l'ordre de l'Éducation nationale de Côte d'Ivoire (avril 2015).
- Prix du meilleur artisan de développement par le Collectif des artisans de Côte d'Ivoire (septembre 2015)[9].
- Commandeur dans l'ordre de Mérite de la Femme de la Famille (février 2022)[10].